# علامة الخطاب
علامة الخطاب هي كلمة أو عبارة تلعب دورًا في إدارة تدفق الخطاب بالإضافة الى بنيته. وبما أن وظيفتها الرئيسية هي على مستوى الخطاب (تسلسلات الكلام) وليس على مستوى الكلام أو الجمل، فإن علامات الخطاب تكون مستقلة عن التركيب وعادة لا تغير المعنى الشرطي الحقيقي للجملة.  يمكنهم أيضًا الإشارة إلى ما يفعله المتحدث على مجموعة متنوعة من المستويات المختلفة.  ومن أمثلة علامات الخطاب: أدوات الخطاب آه ، الآن ، إذن ، كما تعلم ، وأعني ، ووصلات الخطاب كذا ، لأن ، و ، لكن ، و أو .  تم نشر مصطلح "علامة الخطاب" بواسطة ديبورا شيفرين في كتابها "علامات الخطاب" الصادر عام 1987. 

## الاستخدام باللغة الإنجليزية
تتضمن علامات الخطاب شائعة الاستخدام في اللغة الإنجليزية "أنت تعلم"، و"في الواقع"، و"في الأساس"، و" مثل "، و"أعني"، و"حسنًا" و"هكذا". تظهر الاحصاءات والبيانات أن علامات الخطاب غالبًا ما تأتي من فئات كلمات متنوعة، مثل الظروف ("حسنًا") أو عبارات حروف الجر ("في الواقع"). يمكن تحليل العملية التي تؤدي من البناء الحر وارجاعها الى علامة الخطاب من خلال الدراسات النحوية والموارد.[بحاجة لمصدر]</link> لذلك نستطيع اعتبار علامات الخطاب على أنها "منتج مشترك" للنحوية والاختيار، ويوضح سلوكها النحوي و خصائصها النصية . 
قسمت يائيل ماشلر علامات الخطاب إلى أربع فئات واسعة: الشخصية ، والمرجعية ، والبنيوية، والمعرفية . 
- تُستخدم العلامات الشخصية للإشارة إلى العلاقة بين المتحدث والمستمع.
  - الإدراك : "انظر"، "صدقني"
  - الاتفاق: "بالضبط"، أو الاختلاف: "لست متأكدًا"
  - مفاجأة: "واو"
- تُستخدم العلامات المرجعية، عادةً أدوات العطف ، للإشارة إلى التسلسل والسببية والتنسيق بين البيانات.
  - التسلسل: "الآن"، "ثم"
  - السببية: "لأن"
  - التنسيق: "و"، أو عدم التنسيق: "لكن"
- تشير العلامات الهيكلية إلى التسلسل الهرمي لإجراءات المحادثة في الوقت الذي يتم التحدث فيه. تشير هذه العلامات إلى العبارات التي يعتقد المتحدث أنها الأكثر أهمية أو الأقل أهمية.
  - المنظمة: "أولاً وقبل كل شيء"
  - المقدمة: "هكذا"
  - تلخيص: "في النهاية"
- تكشف العلامات المعرفية عن عملية تفكير المتحدث
  - معالجة المعلومات: "اه"
  - الإدراك: "أوه!"
  - إعادة الصياغة: "أعني"

## أنظر أيضا
- حشو (لغويات)
- هكذا (كلمة)
- طلاقة الكلام
- سؤال ذيلي

## ملحوظات
1. ↑  Carol Lynn، Moder؛ Aida Martinovic-Zic (2004). Discourse Across Languages and Cultures. John Benjamins Publishing Company. ص. 117. ISBN:9027230781.
2. ↑  Johnstone، Barbara (2018). Discourse Analysis (ط. 3rd). John Wiley & Sons, Inc. ISBN:9781119257714.
3. ↑  Schiffrin، Deborah (1986)، Discourse markers، Studies in interactional sociolinguistics, 5.، Cambridge [Cambridgeshire]، ISBN:978-0-521-30385-9، OCLC:243527510
4. ↑  Schiffrin، Deborah (1987). Discourse Markers. Cambridge University Press. ISBN:978-0521357180. مؤرشف من الأصل في 2023-07-07.
5. ↑  Heine، Bernd؛ Kaltenböck، Gunther؛ Kuteva، Tania؛ Long، Haiping (2021). The Rise of Discourse Markers. Cambridge University Press. ISBN:9781108982856.
6. ↑  Jucker, Andreas H.; Ziv, Yael (1998). Discourse Markers: Descriptions and theory (بالإنجليزية). John Benjamins Publishing. ISBN:9789027285522. Archived from the original on 2023-10-31.

## للاستزادة
- هانسن، ماج بريت موسجارد . 1998. الحالة الدلالية لعلامات الخطاب. لغة 104(3-4)، 235-260.